# 骚达沟墓群
骚达沟墓群，位于中国吉林省吉林市船营区欢喜乡下洼子村，为一个省级文物保护单位，类型为古墓葬，公布时间为1961年4月13日。该文物保护单位由吉林市文管处管理。
骚达沟墓群的历史年代为青铜时代。